# رودریگو گوئس
رودریگو سیلوا د گوئس (پرتغالی: Rodrygo Silva de Goes؛ زادهٔ ۹ ژانویه ۲۰۰۱) که بیشتر با نام رودریگو شناخته می‌شود، بازیکن حرفه‌ای فوتبال اهل برزیل است که در پست مهاجم یا وینگر راست برای باشگاه رئال مادرید در لالیگا و تیم ملی برزیل بازی می‌کند.

## دوران باشگاهی

### سانتوس
رودریگو که در اواسکو، سائوپائولو متولد شد، در سال ۲۰۱۱ در سن ده سالگی به مجموعه جوانان جوان سانتوس پیوست و در ابتدا به تیم فوتسال واگذار شد. در مارس ۲۰۱۷، با حضور اول تیم‌های مجرب در پرو برای بازی کوپا لیبرتادورس مقابل اسپورتینگ کریستال، وی توسط سرمربی دوریوال جونیور به تیم اول دعوت شد تا تمرینات کامل را انجام دهد.
در ۲۱ ژوئیه ۲۰۱۷، رودریگو پس از توافق برای یک قرارداد ۵ ساله، اولین قرارداد حرفه ای خود را امضا کرد. در اول نوامبر، وی توسط مربی موقت الانو به تیم اصلی معرفی شد.
رودریگو اولین بازی خود در سری آ را در تاریخ ۴ نوامبر ۲۰۱۷ آغاز کرد و به عنوان جایگزین دیرهنگام برای برونو هنریکه در خانه مقابل اتلتیکو مینیرو به میدان رفت. در ۲۵ ژانویه سال بعد، او اولین گل خود را در یک پیروزی در دقایق پایانی با نتیجه ۲ بر صفر در کمپوناتو پائولیستا مقابل پونته پرتا به ثمر رساند.
رودریگو اولین بازی خود در کوپا لیبرتادورس را در تاریخ ۱ مارس ۲۰۱۸ انجام داد و به جای ادواردو ساشا را با نتیجه ۲ بر صفر مقابل رئال گارسیلاسو به میدان آمد. او که ۱۷ سال و ۵۰ روز داشت، جوانترین بازیکن سانتوس شد که در این رقابت‌ها حضور یافت.
پانزده روز بعد، او اولین گل خود را در این مسابقات به ثمر رساند و گل دوم خود را با تلاش فردی در یک پیروزی ۳–۱ مقابل ناسیونال در ورزشگاه پاکائمبو به ثمر رساند. در سن ۱۷ سال و دو ماه و شش روز، او جوانترین برزیلی شد که در این رقابت‌ها گلزنی کرد. رودریگو در ۱۴ آوریل ۲۰۱۸ اولین گل خود را در سری آ برزیل به ثمر رساند و در دیدار ۲–۰ خانگی مقابل سئارا، آخرین گل را به ثمر رساند.
در ۳ ژوئن، او هت تریک کرد و همچنین پاس گل آخرین گل تیمش را به گابریل را در پیروزی ۵–۲ خانگی ویتوریا به او داد. در ۲۶ ژوئیه ۲۰۱۸، رودریگو شماره پیراهن خود را از ۴۳ به ۹ تغییر داد (شماره ای که او قبلاً در طول لیبرتادورس می‌پوشید). برای سال ۲۰۱۹، او دوباره شماره اش را تغییر داد و به پیراهن ۱۱ رسید که قبلاً توسط نیمار پوشیده شده بود.

#### رئال مادرید
در ۱۵ ژوئن ۲۰۱۸، رئال مادرید برای انتقال رودریگو با سانتوس به توافق رسید. این بازیکن در ژوئن ۲۰۱۹ به لوس بلانکوس پیوست و قراردادی تا سال ۲۰۲۵ امضا کرد. هزینه این انتقال ۴۵ میلیون یورو بود و سانتوس ۴۰ میلیون یورو دریافت کرد زیرا این باشگاه ۸۰٪ از حقوق وی را با بقیه متعلق به کارگزاران رودریگو در اختیار داشت.
در تاریخ ۲۵ سپتامبر ۲۰۱۹، رودریگو اولین بازی خود را انجام داد و اولین گل خود را در برابر اوساسونا در دقیقه یک به ثمر رساند. او اولین هتریک خود در این باشگاه را در تاریخ ۶ نوامبر با سن ۱۸ سال و ۳۰۱ روز در پیروزی ۰–۶ برابر گالاتاسرای در لیگ قهرمانان اروپا انجام داد. دومین جوانی که تاکنون در این رقابت‌ها هت تریک کرده است، او همچنین اولین بازیکن متولد قرن بیست و یکم است که در این مسابقات هتریک می‌کند.
در فصل ۲۰۲۱–۲۲ رودریگو نقش مهمی در قهرمانی رئال مادرید در لیگ قهرمانان به خصوص در مرحله حذفی داشت. او در مرحله گروهی دروازهٔ تیم اینترمیلان را باز کرد و در مرحله حذفی با گلزنی مقابل چلسی و زدن دو گل مقابل منچسترسیتی راه صعود رئال مادرید را به فینال هموار کرد.

## دوران ملی
در تاریخ ۳۰ مارس ۲۰۱۷، رودریگو برای مسابقات سالانه مونتاگو در رده زیر ۱۷ سال برزیل فراخوانده شد. او اولین گل خود را در مسابقات قهرمانی با به ثمر رساندن تنها گل تیم خود در باخت ۲ بر یک مقابل دانمارک به ثمر رساند و دو گل دیگر مقابل کامرون و ایالات متحده به ثمر رساند.
در ۷ مارس ۲۰۱۸ رودریگو و یوری آلبرتو، هم تیمی رودریگو در سانتوس به زیر ۲۰ سال فراخوانده شدند، اما هر دو شش روز بعد از درخواست رئیس باشگاهشان از تیم ملی جدا شدند. در نوامبر ۲۰۱۹، رودریگو برای اولین بار به تیم بزرگسالان برزیل، برای سوپرکلاسیکو د لاس آمریکاس مقابل آرژانتین در ریاض، عربستان سعودی فراخوانده شد. در باخت ۱–۰ در ۱۵ نوامبر، وی جایگزین ویلیان برای ۲۰ دقیقه پایانی شد.
رودریگو اولین گل خود برای تیم ملی برزیل را در تاریخ ۱ فوریهٔ ۲۰۲۲ در مقدماتی جام جهانی ۲۰۲۲ در برد ۴ بر ۰ مقابل تیم ملی فوتبال پاراگوئه در دقیقه ۸۸ به ثمر رساند.

## زندگی شخصی
پدر رودریگو، یک فوتبالیست سابق است و در چند رده فوتبال برزیل بازی کرده که بالاترین آن سری بی بود.

## آمار باشگاهی
تا تاریخ ۱۱ مارس ۲۰۲۴
| باشگاه             | فصل               | لیگ                | لیگ  | لیگ | جام حذفی | جام حذفی | قاره‌ای | قاره‌ای | دیگر | دیگر | مجموع | مجموع |
| باشگاه             | فصل               | دسته               | بازی | گل  | بازی     | گل       | بازی   | گل     | بازی | گل   | بازی  | گل    |
| ------------------ | ----------------- | ------------------ | ---- | --- | -------- | -------- | ------ | ------ | ---- | ---- | ----- | ----- |
| سانتوس             | ۲۰۱۷              | سری آ              | ۲    | ۰   | _        | _        | _      | _      | ۰    | ۰    | ۲     | ۰     |
| سانتوس             | ۲۰۱۸              | سری آ              | ۳۵   | ۸   | ۱۲       | ۳        | ۸      | ۱      | ۳    | ۰    | ۵۸    | ۱۲    |
| سانتوس             | ۲۰۱۹              | سری آ              | ۴    | ۱   | ۱۰       | ۱        | ۰      | ۰      | ۶    | ۳    | ۲۰    | ۵     |
| مجموع سانتوس       | مجموع سانتوس      | مجموع سانتوس       | ۴۱   | ۹   | ۲۲       | ۴        | ۸      | ۱      | ۹    | ۳    | ۸۰    | ۱۷    |
| رئال مادرید کاستیا | ۲۰۱۹–۲۰۲۰         | سگوندا دیویسیون بی | ۳    | ۲   | ۰        | ۰        | ۰      | ۰      | ۰    | ۰    | ۳     | ۲     |
| رئال مادرید        | ۲۰۱۹–۲۰۲۰         | لالیگا             | ۱۹   | ۲   | ۱        | ۱        | ۵      | ۴      | ۱    | ۰    | ۲۶    | ۷     |
| رئال مادرید        | ۲۰۲۰–۲۰۲۱         | لالیگا             | ۲۲   | ۱   | ۰        | ۰        | ۱۱     | ۱      | ۰    | ۰    | ۳۳    | ۲     |
| رئال مادرید        | ۲۰۲۱–۲۰۲۲         | لالیگا             | ۳۳   | ۴   | ۳        | ۰        | ۱۱     | ۵      | ۲    | ۰    | ۴۹    | ۹     |
| رئال مادرید        | ۲۰۲۲–۲۰۲۳         | لالیگا             | ۳۴   | ۹   | ۶        | ۴        | ۱۲     | ۵      | ۵    | ۱    | ۵۷    | ۱۹    |
| رئال مادرید        | ۲۰۲۳–۲۰۲۴         | لالیگا             | ۲۸   | ۸   | ۲        | ۱        | ۸      | ۳      | ۲    | ۱    | ۴۰    | ۱۳    |
| مجموع رئال مادرید  | مجموع رئال مادرید | مجموع رئال مادرید  | ۱۳۶  | ۲۴  | ۱۲       | ۶        | ۴۷     | ۱۸     | ۱۰   | ۲    | ۲۰۵   | ۵۰    |
| مجموع آمار         | مجموع آمار        | مجموع آمار         | ۱۸۰  | ۳۵  | ۳۴       | ۱۰       | ۵۵     | ۱۹     | ۱۹   | ۵    | ۲۸۸   | ۶۹    |

### آمار پاس گل
| فصل       | تیم        | پاس گل |
| --------- | ---------- | ------ |
| ۲۰۱۸      | سانتوس     | ۳      |
| ۲۰۱۹      | سانتوس     | ۲      |
| ۲۰۱۹–۲۰۲۰ | رئال‌مادرید | ۴      |
| ۲۰۲۰–۲۰۲۱ | رئال‌مادرید | ۷      |
| مجموع     | مجموع      | ۱۶     |

## آمار ملی

### بازی‌های ملی
تا تاریخ ۲۲ نوامبر ۲۰۲۳
| برزیل | برزیل | برزیل | برزیل  |
| سال   | بازی  | گل    | پاس گل |
| ----- | ----- | ----- | ------ |
| ۲۰۱۹  | ۲     | ۰     | ۰      |
| ۲۰۲۰  | ۱     | ۰     | ۰      |
| ۲۰۲۲  | ۹     | ۱     | ۱      |
| ۲۰۲۳  | ۸     | ۳     | ۰      |
| مجموع | ۲۰    | ۴     | ۱      |

### گل‌های ملی
| شماره | تاریخ          | میزبان        | بازی ملی | حریف     | نتیجه | رقابت                  |
| ----- | -------------- | ------------- | -------- | -------- | ----- | ---------------------- |
| ۱     | ۱ فوریه ۲۰۲۲   | بلو هوریزونته | ۴        | پاراگوئه | ۴–۰   | مقدماتی جام جهانی ۲۰۲۲ |
| ۲     | ۱۷ ژوئن ۲۰۲۳   | بارسلونا      | ۱۴       | گینه     | ۴–۱   | دوستانه                |
| ۳     | ۸ سپتامبر ۲۰۲۳ | بلم           | ۱۵       | بولیوی   | ۵–۱   | مقدماتی جام جهانی ۲۰۲۶ |
| ۴     | ۸ سپتامبر ۲۰۲۳ | بلم           | ۱۵       | بولیوی   | ۵–۱   | مقدماتی جام جهانی ۲۰۲۶ |

## افتخارات

### باشگاهی
رئال مادرید
- لالیگا (۳): ۲۰–۲۰۱۹،[۱۷] ۲۲–۲۰۲۱،[۱۸] ۲۴–۲۰۲۳
- کوپا دل ری (۱): ۲۳–۲۰۲۲
- سوپر جام اسپانیا (۳): ۲۰۲۰،[۱۹] ۲۰۲۲،[۲۰] ۲۰۲۴
- لیگ قهرمانان اروپا (۲): ۲۲–۲۰۲۱،[۲۱] ۲۴–۲۰۲۳
- سوپرجام اروپا (۲): ۲۰۲۲، ۲۰۲۴
- جام باشگاه‌های جهان (۱): ۲۰۲۲